# 第6號交響曲 (海頓)
D大調第6號交響曲，作品號Hob. I:6，是奧地利作曲家海頓的音樂作品。樂曲充滿了樂器炫耀技巧的寫作手法。

## 背景
海頓剛受聘於埃斯特哈齊家族（Eszterházy）的尼高拉斯皇子（Prince Nikolaus）下，擔任宮廷樂師。這便是為宮廷樂團所寫的首批作品。海頓運用了當時大協奏曲（Concerto Grosso）的寫作技巧，並讓樂師都能有發揮技巧的機會。而海頓亦非常欣賞樂手的音樂詣藝，因此更在樂章中間加入了一些樂手獨奏的段落。原來皇子有一個習慣，就是樂手如果能有超泛的演奏技巧，就會得到獎賞，所以海頓也不禁成人之美。讓樂手可以得到額外的收入
本曲別名「晨」（法語：La Matin），但並不是海頓所題的。原因是第1樂章開頭的慢板部份好像太陽初起的意景，因而得名。

## 分析

### 配器
- 木管樂器：長笛、2雙簧管、巴松管
- 銅管樂器：2圓號
- 鍵盤樂器：古鍵琴
- 絃樂器：第1小提琴、第2小提琴、中提琴、大提琴、低音提琴

依照工具書《管弦樂作品手冊》指示，上述之配器可簡記為"1 2 0 1—2 0 0 0—cnt—str"。

### 結構
本曲包含四個樂章，《海頓全集》內標示的全曲演奏時間約為21分鐘。
1. 慢板（Adagio）－快板（Allegro），4/4 → 3/4
2. 慢板（Adagio）－行板（Andante）－慢板（Adagio），4/4 → 3/4 → 4/4
3. 小步舞曲（Menuet e Trio），3/4
4. 終曲：快板（Finale: Allegro），2/4

## 外部連結
- 海頓第6號交響曲：国际乐谱典藏计划上的乐谱